# محمد جمشیدی (استاد دانشگاه)
محمد جمشیدی استاد دانشگاه تهران و معاون امور سیاسی دفتر رئیس‌جمهور ایران در دولت سیزدهم بوده‌است. جمشیدی در ۲ شهریور ۱۴۰۰ با حکم غلامحسین اسماعیلی، رئيس دفتر رئیس‌جمهور به جای فریدون وردی‌نژاد به عنوان معاون امور سیاسی دفتر رئیس‌جمهور منصوب شد.
وی عضو هیئت علمی گروه مطالعات منطقه‌ای دانشکده حقوق و علوم سیاسی دانشگاه تهران است. محمد جمشیدی در دوره دبیری سعید جلیلی بر شورای عالی امنیت ملی عضو تیم مذاکره‌کننده هسته‌ای جمهوری اسلامی ایران در گفت‌گوهای با ۵+۱ بود.